# Syllimnophora pura
Syllimnophora pura är en tvåvingeart som först beskrevs av Stein 1911.  Syllimnophora pura ingår i släktet Syllimnophora och familjen husflugor.
Artens utbredningsområde är Peru. Inga underarter finns listade i Catalogue of Life.